# Jessie Fleming
Jessie Alexandra Fleming (* 11. März 1998 in London, Ontario) ist eine kanadische Fußballspielerin. Sie ist nach Kara Lang die zweitjüngste Spielerin, die bisher für die kanadische Fußballnationalmannschaft gespielt hat. Seit 2024 spielt sie beim Portland Thorns FC.

## Karriere

### UCLA Bruins
In ihrer ersten Saison für das College Team der University of California, Los Angeles erzielte Fleming 11 Tore und bereitete 5 weitere Tore vor, womit sie in ihrem ersten Jahr für die Bruins die Top-Scorerin ihrer Mannschaft war. 2017 führte sie die Bruins ins Finale des College-Cup, welches mit 2:3 gegen die Stanford Cardinals verloren ging. In dieser Saison erzielte sie insgesamt 6 Tore und bereitete 8 weitere vor, zudem war sie eine von drei Mannschaftskapitäninnen.

### Chelsea FC Women
Im Juli 2020 erhielt sie bei Chelsea ihren ersten Profivertrag, der bis zum Sommer 2023 laufen soll. Ihren ersten Titel gewann sie mit Chelsea am 29. August, als sie im Super-Cup-Finale in der vierten Minute der Nachspielzeit beim 2:0-Sieg gegen Manchester City eingewechselt wurde. Ihr erstes Ligaspiel bestritt sie am 13. September beim 9:0-Sieg gegen Bristol City. Im Dezember folgten die ersten Einsätze in der UEFA Women’s Champions League 2020/21 im Sechzehntelfinale gegen Benfica Lissabon, wonach sie mit dem Team das Finale erreichte, welches jedoch gegen den FC Barcelona mit 0:4, ohne ihren Einsatz, verloren ging. Die Saison schloss sie mit Chelsea als englische Meisterin und WSL-Cup-Siegerin ab. In der Saison 2021/22 konnte der Meistertitel verteidigt werden. In der UEFA Women’s Champions League 2021/22 scheiterte die Mannschaft aber bereits in der Gruppenphase am VfL Wolfsburg und Juventus Turin, mit denen die Londonerinnen punktgleich waren, aber die schlechtere Tordifferenz hatten. Die Gruppenphase der UEFA Women’s Champions League 2022/23 wurde dann als Gruppensieger vor Paris Saint-Germain und Real Madrid beendet.

### Portland Thorns FC
Im Januar 2024 erhielt sie einen Vertrag für drei Spielzeiten beim Portland Thorns FC.

### Juniorennationalmannschaften
Fleming nahm mit der kanadischen U-17-Nationalmannschaft an der CONCACAF-Meisterschaft 2013 teil. Die kanadische Auswahl erreichte das Finale, das sie im Elfmeterschießen gegen Mexiko verlor. Fleming erzielte während des Turniers drei Tore und wurde mit dem Goldenen Ball als beste Spielerin des Turniers ausgezeichnet. Im folgenden Jahr führte sie die U-17-Mannschaft als Kapitänin bis ins Viertelfinale der Weltmeisterschaft. Ihr selber gelang dabei ein Tor gegen die deutsche Auswahl.
Bei der U-20-Weltmeisterschaft 2014 stand Fleming in drei von vier Spielen der kanadischen Mannschaft auf dem Platz, schied jedoch im Viertelfinale gegen den späteren Weltmeister aus Deutschland aus. Mit der U-23-Mannschaft nahm sie an den Panamerikanischen Spielen 2015 in ihrer Heimat teil, bei der die Kanadierinnen den vierten Platz belegten. Dabei erzielte sie im mit 1:2 verlorenen Spiel um die Bronzemedaille das Tor für Kanada.

### A-Nationalmannschaft
Ihr Debüt für die kanadische A-Nationalmannschaft gab Fleming am 15. Dezember 2013 im Alter von 15 Jahren gegen Chile. Bei einem Vier-Nationen-Turnier Anfang 2015 kam Fleming in allen drei Spielen zum Einsatz und konnte mit der kanadischen Mannschaft das Turnier für sich entscheiden. Beim Zypern-Cup 2015 erzielte sie im Spiel gegen Schottland in der dritten Spielminute ihr erstes Länderspieltor und damit die 1:0-Führung (Endstand 2:0).
Fleming nahm als jüngste Spielerin ihres Teams an der WM 2015 im eigenen Land teil. Sie kam dabei in zwei Spielen zum Einsatz und erreichte mit der Mannschaft das Viertelfinale.
Im Dezember 2015 nahm sie am Viernationenturnier in Brasilien teil, bei dem Kanada den zweiten Platz belegte. Sie gehörte auch zum Kader für das Qualifikationsturnier für die Olympischen Spiele 2016, bei dem sich Kanada für die Olympischen Spiele qualifizierte. Beim Frauenfußballturnier der Olympischen Spiele 2016 konnte sie mit Kanada schließlich die Bronzemedaille gewinnen, nachdem die Mannschaft vorher im Halbfinale gegen Deutschland ausgeschieden war.
Am 25. Mai 2019 wurde sie für die WM 2019 nominiert. Sie kam in den vier Spielen der Kanadierinnen zum Einsatz und verpasste dabei keine Minute, schied aber mit ihrer Mannschaft im Achtelfinale gegen den späteren Dritten Schweden aus. Im Gruppenspiel gegen Neuseeland erzielte sie ihr erstes WM-Tor.
Im Juni 2021 wurde sie für die wegen der COVID-19-Pandemie um ein Jahr verschobenen Olympischen Spiele nominiert. Bei den Spielen kam sie in allen sechs Spielen der Kanadierinnen zum Einsatz und wurde nur im dritten Gruppenspiel gegen Großbritannien erst zur zweiten Halbzeit eingewechselt. Im mit 1:0 gewonnenen Halbfinalspiel gegen die USA erzielte sie das Tor des Spiels und im Finale gegen Schweden erzielte sie in der 67. Minute per Foulelfmeter das Tor zum 1:1-Ausgleich. Im gewonnenen Elfmeterschießen konnte sie ebenso wie schon im Viertelfinale gegen Brasilien den ersten Elfmeter für ihre Mannschaft verwandeln.
Bei der CONCACAF W Championship 2022 kam sie in den drei Gruppenspielen, dem Halbfinale und im Finale zum Einsatz und erzielte drei Tore, womit sie zusammen mit drei anderen Spielerinnen die meisten Tore erzielte, dabei aber die längste Spielzeit hatte. Bereits mit dem Einzug ins Halbfinale qualifizierten sich die Kanadierinnen für die Fußball-Weltmeisterschaft der Frauen 2023 in Australien und Neuseeland. Im Finale verloren sie dann aber wieder einmal gegen die USA. In der Vorbereitung auf das Turnier hatte sie beim torlosen Remis gegen Südkorea am 26. Juni 2022 ihren 100. Einsatz in der A-Nationalmannschaft.
Am 9. Juli 2023 wurde sie für die WM 2023 nominiert. Sie wurde in zwei der drei Spiele ihres Teams eingesetzt, führte gegen Irland ihre Mannschaft als Kapitänin aufs Feld und übernahm auch nach der Auswechslung von Stammkapitänin Christine Sinclair im dritten Gruppenspiel die Kapitänsbinde. Durch die 0:4-Niederlage gegen Australien schied sie mit ihrer Mannschaft nach der Vorrunde aus.

## Erfolge

### Verein
- Englische Meisterin 2020/21, 2021/22, 22/23
- Englische Pokalsiegerin 2020/21, 2021/22, 2022/23
- WSL-Cup-Siegerin 2020/21
- Englische Supercup-Siegerin 2020

### Nationalmannschaft
- Zweiter Platz bei der CONCACAF-U-17-Meisterschaft 2013
- Bronzemedaille bei den Olympischen Spielen 2016
- Olympiasiegerin 2021

### Persönliche Auszeichnungen
- Goldener Ball der CONCACAF-U-17-Meisterschaft 2013
- Kanadische Fußballerin des Jahres: 2021, 2022, 2023
- Kanadische U-20-Spielerin des Jahres: 2015, 2016, 2017
- Kanadische U-17-Spielerin des Jahres: 2014
- Finalistin der MAC-Hermann Trophy 2017
- TopDrawerSoccer Freshman of the Year 2016